# Partei der Vernunft
Partei der Vernunft (pdv – Partidul rațiunii) este un partid politic german și este un partid libertarian. Președintele partidului este Oliver Janich.